# Filibustieri in gonnella
Filibustieri in gonnella (The Sainted Sisters) è un film statunitense del 1948 per la regia di William D. Russell e interpretato da un brillante duo di attrici, Veronica Lake e Joan Caulfield, nei panni di due truffatrici costrette loro malgrado a diventare benefattrici.
La pellicola si avvale di ottimi caratteristici di quegli anni, come William Demarest, Beulah Bondi e Chill Wills.
Per un errore involontario, all'uscita del film il titolo originale in lingua The Sainted Sisters venne italianizzato in The Sante Sisters, causando alla casa di produzione l'accusa di sacrilegio.

## Trama
Le due sorelle Stanton, Letty e Jane, sono due truffatrici che hanno da poco truffato un ricco miliardario derubandolo di 25.000 dollari. Per questo motivo fuggono da New York e si nascondono sotto mentite spogli in un piccolo villaggio del Maine, Grove Falls, con solo 453 anime.
Un vecchio amico dello sceriffo locale, Robbie McCleary, scopre tuttavia che le due ragazze sono ricercate dalla polizia newyorchese ma, invece di rivelare tutto alle autorità, sottopone le due amiche a uno strano ricatto: aiutare di nascosto tutti i 453 abitanti con i loro soldi.